# Ranxeria Redding

Logotip de la ranxeria

La ranxeria Redding és una reserva índia al comtat de Shasta, Califòrnia, on viu una tribu reconeguda federalment formada per amerindis de les nacions wintun, achomawis (tribu Pit River), i yana, situada vora Redding (Califòrnia).
La ranxeria fou constituïda com a reserva per la Bureau of Indian Affairs (BIA) el 1922, però li fou aplicada la política de "terminació" el 6 de juliol de 1959. Fou restablida el 1987 com a reserva després d'una llarga lluita legal. L'actual cap tribal és Tracy Edwards.